# 聖公會天水圍靈愛小學
聖公會天水圍靈愛小學（英語：S.K.H Tin Shui Wai Ling Oi Primary School），簡稱天靈，為香港天水圍的一所津貼男女小學，原為聖公會靈愛小學下午校，於2002年因上下午校要轉為全日制而遷至現址。由於創校時校舍尚未建成，於創校第一個學年（2002-03年度）借用中華基督教會方潤華中學課室上課，當時學校為上午校，並且不設六年級。此校獲分配的千禧校舍於第二個學年（2003-04年度）才正式啟用，轉為全日制學校。

## 校長
- 陳榮熾先生（2002-2008；後轉任為同系的蒙恩小學上午校校長）
- 黃燕明女士（2008-2010）
- 孔偉成先生（2010-2023）
- 駱瑞萍女士（2023起）

## 校訓
非以役人，乃役於人

## 校色
綠色、粉紅色

## 學校設施
- 地下：校務處、校長室、會議室、有蓋操場、操場、社工房
- 一樓：多用途場地、課室、舞蹈室、樂融天地、以馬內利室
- 二樓：常識室、課室、小組教學室、言語室、圖書館
- 三樓：音樂室、課室、電腦室、小組教學室
- 四樓：課室、禮堂、小組教學室
- 五樓：課室、樓座、小組教學室
- 六樓：課室、小組教學室
- 七樓：教員室、籃球場

## 班級結構
小一至小六各設五班。

由2007-2008年度開始，所有新開設班級均以小班教學